# Будзино
Будзино (пол. Budzyno) — село в Польщі, у гміні Червонка Маковського повіту Мазовецького воєводства.
Населення — 184 особи (2011).
У 1975-1998 роках село належало до Остроленцького воєводства.

## Демографія
Демографічна структура станом на 31 березня 2011 року:
|          | Загалом | Допрацездатний вік | Працездатний вік | Постпрацездатний вік |
| -------- | ------- | ------------------ | ---------------- | -------------------- |
| Чоловіки | 98      | 13                 | 79               | 6                    |
| Жінки    | 86      | 11                 | 55               | 20                   |
| Разом    | 184     | 24                 | 134              | 26                   |